# Особняк інженера Фетісова
Особняк інженера Фетісова — будинок у місті Павлограді, у якому жив інженер, почесний громадянин міста Савва Якимович Фетісов.

## Історія  будинку
Особняк інженера Фетісова був зведений на початку 20 століття. Садиба знаходиться у місті Павлоград, Дніпропетровська область по вул. Горького, 134. Будинок виконаний у стилі перехідному від модерну до конструктивізму. 

## Сучасність
Охоронний договір на збереження пам'ятки архітектури не укладено. На території садиби Фетісова знаходиться ветеринарна лабораторія 